# Rusty Lake
Rusty Lake（ラスティ・レイク）は、Robin RasとMaarten Looiseが2015年春に設立した、オランダ・アムステルダムに拠点を置くインディーズゲームスタジオ。また、彼らの作品に共通する舞台である、架空の湖・ラスティ湖とその世界観を指す。
ミステリアスで壮大な独自の世界観を持った、ポイント&クリック型の謎解き脱出系アドベンチャーゲームのシリーズを制作している。

## 歴史
2013年、会社設立以前、RobinとMaartinがStudio MaartenとしてフラッシュゲームSamsara Roomを開発。
2015年春、プログラミングスタジオ Rusty Lakeを設立。 David Lynchのテレビシリーズ『TwinPeaks』にインスピレーションを受け、シュールさとサスペンス要素を備えた独自のアドベンチャーゲームの開発を目指す。
同年から、Android・iOS向けに無料の脱出系ゲームシリーズ（Cube Escape）のリリースを開始、 その後、Samsara Room（リメイク版）、有料版Rusty Lake作品を次々とリリース。 
2018年9月にリリースされた、Cube Escape：Paradoxはゲームに短編映画を組み合わせたARG（代替現実ゲーム）の処女作品であり、国際映画祭で受賞するなど世界的な反響と成功を収めている。この影響により、オンラインでのグッズ販売が開始、2019年5月にはファンアーティストのLau KwongShing氏によるコミックが限定出版された。
2020年1月、独自のパブリッシングレーベルSecond Mazeを立ち上げ、共同制作というかたちでThe White Doorをリリースした。
2022年11月、The Past Withinをリリース。同社として初の二人協力プレイ専用、3D表現を採用した作品である点が新たな要素として挙げられる。本来リリースは2021年予定だったが、何らかの理由により延期された。

## 代表作品
すべての作品にストーリー、登場人物に関連する伏線が散りばめられており、各エピソードを進めることでラスティレイクの謎についての真相が徐々に明らかにされていく。
Cube Escape：Paradoxは1章が無料、2章が有料。その他のCube Escapeシリーズは無料でプレイできる。2020年にリリースされたCube Escape Collectionは有料版だが、Paradoxを除いた前作までの総集となっており、個々の基本的な構成は変わらないが、新要素も加わっている。
Cube Escapeシリーズ以外の作品は有料となっており、Rusty Lakeの世界観にさらに深く踏み込んだ内容となっている。

### ARG（代替現実ゲーム）
Cube Escape：Paradox、The White Door、The Past WithinはARGの要素を含んでおり、通常プレイの中から隠された断片的な情報を集め、他の媒体からの情報と繋ぎ合わせることでさらに発展した謎解きを体験することができる。Paradoxにおいてはゲームの内容を実写化したParadox - A Rusty Lake Short Film (2018)という短編映像作品があり、本編のさらなる謎を解く手がかりが散りばめられている。以降の有料作品でも、動画や実在するウェブサイトを併用することで、謎が少しずつ解けていく構成になっている。
また、これらの謎解きは複雑かつ大規模なため、Discord等のプラットフォームにて多数のプレイヤーと情報交換をしながらプレイすることが推奨されている。
| リリース日 | 作品名                    | 対応プラットフォーム                          | 備考                                     |
| ---------- | ------------------------- | --------------------------------------------- | ---------------------------------------- |
| 2013       | Samsara Room              | Android, iOS, Linux, Microsoft Windows, macOS | 無料。2020年にリメイク版リリース。       |
| 2015       | Cube Escape: Seasons      | Android, iOS                                  | 無料。                                   |
| 2015       | Cube Escape: The Lake     | Android, iOS                                  | 無料。                                   |
| 2015       | Cube Escape: Arles        | Android, iOS                                  | 無料。                                   |
| 2015       | Cube Escape: Harvey's Box | Android, iOS                                  | 無料。                                   |
| 2015       | Cube Escape: Case 23      | Android, iOS                                  | 無料。                                   |
| 2015       | Cube Escape: The Mill     | Android, iOS                                  | 無料。                                   |
| 2015       | Rusty Lake Hotel          | Android, iOS, Microsoft Windows, macOS        | 有料。                                   |
| 2016       | Cube Escape: Birthday     | Android, iOS                                  | 無料。                                   |
| 2016       | Cube Escape: Theatre      | Android, iOS                                  | 無料。                                   |
| 2016       | Rusty Lake: Roots         | Android, iOS, Microsoft Windows, macOS        | 有料。                                   |
| 2017       | Cube Escape: The Cave     | Android, iOS                                  | 無料。                                   |
| 2018       | Rusty Lake Paradise       | Android, iOS, Microsoft Windows, macOS        | 有料。                                   |
| 2018       | Cube Escape: Paradox      | Android, iOS, Microsoft Windows, macOS        | 第1章は無料、第2章は有料。ARG。          |
| 2020       | The White Door            | Android, iOS, Microsoft Windows, macOS        | Second Mazeとの共同制作。有料。ARG。     |
| 2020       | Cube Escape Collection    | Android, iOS, Microsoft Windows, macOS        | Paradoxを除くCube Escapeシリーズの総集。 |
| 2022       | The Past Within           | Android, iOS, Microsoft Windows, macOS        | 有料。ARG。二人協力プレイ専用。          |

## ショートフィルム
Paradox - A R18)
CubeEscape：Paradoxのゲーム作品を実写化した短編映像作品。2018年7月、国際映画祭Around International Film Festival in Amsterdamにて、ファイナリストとして選出、審査員賞を受賞。同年11月にはLeiden International Film Festivalにて特別上映がされている。
映画はゲーム本編と連動しており、ラスティレイクの謎の真相に迫る1つの鍵となっている。  

## 受賞歴
| 作品名                     | 受賞日        | 賞                                                                                  | 結果       |
| -------------------------- | ------------- | ----------------------------------------------------------------------------------- | ---------- |
| Cube Escape: Seasons       | 2015年10月    | Casual Connect Tel Aviv, Best Narrative (2015) 14                                   | ノミネート |
| Rusty Lake: Roots          | 2015年        | Indie Prize Tel Aviv, best narration (2016) 15                                      | 受賞       |
| Cube Escape: Arles         | 2015年6月14日 | Daily Feature                                                                       | 受賞       |
| Cube Escape: Case 23       | 2015年8月10日 | New Feature (second prize)                                                          | 受賞       |
| Cube Escape: The Mill      | 2015年9月13日 | Daily Feature                                                                       | 受賞       |
| Cube Escape: Birthday      | 2016年2月22日 | Daily Feature                                                                       | 受賞       |
| Cube Escape: Theatre       | 2016年4月25日 | Daily Feature                                                                       | 受賞       |
| Rusty Lake: Roots          | 2015年        | Google Play Top Ten Indie Games List (2017) 20                                      | ノミネート |
| Cube Escape: Paradox       | 2018年        | Google Play Award ("most original" category) 21                                     | ノミネート |
| Paradox: A Rusty Lake Film | 2018年        | Award for best film made with or through a video game (FilmFest Altenburg, 2019) 10 | 受賞       |
| The White Door             | 2020年1月     | Google Play 22 Independent Games Festival                                           | 受賞       |